# 原田17歳
原田17歳（はらだ じゅうななさい、1972年8月18日 - ）は、日本のお笑いタレント。本名、原田 尚紀（はらだ なおき）。神奈川県出身。プロデューサーハウスあ・うんを経て、WAHAHA商店所属。1991年デビュー。国士舘大学卒業。

## 来歴
1991年、大学生の頃からフリーで本名である『原田尚紀』として芝居・芸人活動を開始。ハチミツ二郎（東京ダイナマイト）が当時運営していた事務所トンパチプロのゴングショーなどライブに出演していた。
その後プロデューサーハウスあ・うんの所属となり、キャラ付けが必要と考え「バツイチ」と「16才」の2つから友人の意見で2001年に『原田16才』に改名し、爆笑問題のバク天!や笑いの金メダルなどの番組に出演。2007年から一時期『ジーニアスNAO』と改名して活動していたが、プロデューサーハウスあ・うんを退社してから程なくして芸名を元の「原田16才」に戻している。
2008年7月、WAHAHA商店に所属。2009年1月に『原田17才』に改名し、2024年11月に現在の芸名である『原田17歳』に更に改名した。

## 芸風
- 学ラン姿の多少バンカラな高校生のキャラクターに扮したコントを行う。「16才!」というギャグがある。
- 出囃子はシブがき隊の「NAI・NAI 16（シックスティーン）」を使用している。
- 「面白高校生」と題して色々なギャグを披露するネタもある。

## 逸話
- 本名で活動していた頃から猫ひろしと仲が良く、雑誌のインタビューで共演した事もある。
- 大戸屋でアルバイトをしており単独ライブも制服を着て出演した事がある。
- 社会科の教員免許を持っている。
- ライブなどで使用するMDをダビングするため、量販店で店頭展示用のラジカセを勝手に使用したことがある。最初は店員に許可を取ろうとしたが、呆れた店員がその場を去ったため勝手に使用したと言う（この話を聞いた猫ひろしは「(店員に)頭おかしい人と思われたんじゃ」と話している）[1]。
- 芸人の傍らタクシー運転手の仕事もしており、テレビ東京のテレビ番組「タクシー運転手さんうまい店に連れてって」(2022年11月10日放送)で番組に偶然インタビューされた。その際猫ひろしにおすすめの店を聞き、自由が丘のステーキ店で猫と共に食事をした。

## 出演

### テレビ
- 笑点（日本テレビ系）
  - 演芸のコーナーに出演した際に、当時の司会者だった三遊亭圓楽 (5代目) に気に入られた。
- 爆笑問題のバク天!（TBS系）
- ガチンコ!（TBS系）
- KEN-JIN（中国放送）
- 笑いの金メダルjr. くりぃむ杯（テレビ朝日）
- 爆笑オンエアバトル（NHK）戦績0勝5敗 最高369KB
  - WAHAHA本舗から初めてオンエアバトルに出演した芸人である。
- アリケン（テレビ東京） - 2009年10月3日深夜
- ぐるぐるナインティナイン（日本テレビ） - 「おもしろ荘(やば荘)」のコーナー
- お笑い図鑑 ハマヌキ （tvk）
- 初詣!爆笑ヒットパレード（フジテレビ） - 2010年1月1日
- カンニングの恋愛中毒（GyaO）
- 爆笑レッドシアター（フジテレビ） - 「ホワイトシアター」のコーナー

### テレビドラマ
- 孤独のグルメ Season3 第6話（2013年8月14日、テレビ東京） - タケさん 役
- すぱいす。 第4話（2025年4月17日、BS-TBS）

### ラジオ
- お笑いネタとこ勝負（ラジオ日本）
- お笑いの殿堂（TOKYO FM）

### 新聞
- 東京中日スポーツ（2005年1月～6月）

### 舞台
- ネコ脱出「レッドアパート～雨粒に混めた赤い怨念～」（2005年）

## 単独ライブ
- 「協和ヴィレッヂ105より愛をこめて」 （2005年10月15日）

## ビデオ
- 『笑激!東京ビタミン寄席Vol5』（2005年3月25日）グレードコミュニケーション　原田16才として
- 『笑激!東京ビタミン寄席Vol6』（2005年7月22日）グレードコミュニケーション　原田16才として